# Lac Merced (San Francisco)
Pour les articles homonymes, voir Merced.
Le lac Merced est situé au sud-ouest de San Francisco.

## Présentation
Il a une superficie de 260 hectares, et est à une altitude de 7 m par rapport à l'océan Pacifique.
Son nom d'origine attribué en 1775 est « Laguna de Nuestra Señora de la Merced ».
De type réservoir, il alimente en eau douce l'agglomération de San Francisco. Il a la particularité d'être entouré de trois terrains de golf : l'Olympic Club, le San Francisco Golf Club, et le TPC Harding Park.

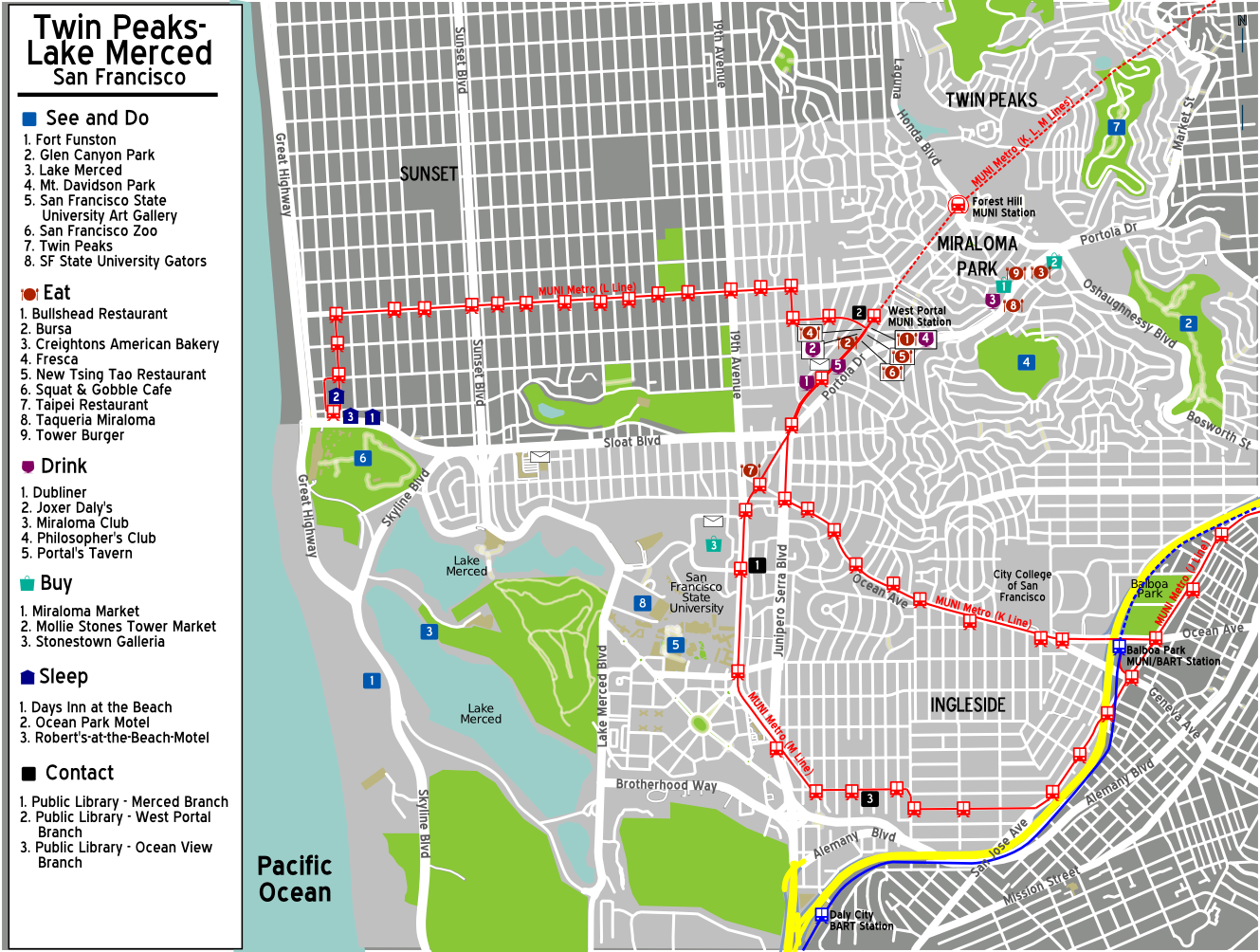
Carte du lac Merced